# 王良漙
王良漙（1937年6月—2004年11月11日），男，福建福州人，中华人民共和国政治人物，曾任福建省人民政府副省长，福建省政协副主席，第八届全国政协委员、第九、十届全国政协常务委员。